# David Norwood
David Robert Norwood (* 3. Oktober 1968 in Farnworth) ist ein englischer Schachspieler. Seit 2011 spielt er für Andorra.
Er spielte in Deutschland für die Solinger Schachgesellschaft bzw. die SG 1868-Aljechin Solingen (1993/94, 1994/95, 1996/97, 1997/98 und 1998/99) und wurde mit dieser in der Saison 1996/97 Deutscher Mannschaftsmeister.
Im Jahre 1985 wurde ihm der Titel Internationaler Meister (IM) verliehen, 1989 der Titel Großmeister (GM).
| Hier fehlt eine Grafik, die leider im Moment aus technischen Gründen nicht angezeigt werden kann. Wir arbeiten daran! |

## Veröffentlichungen
- King’s Indian Attack. Trends Publications, 1991.
- The Modern Benoni. Cadogan, 1995. ISBN 91-976005-2-0.
- Chess Puzzles. Henry Holt and Company, Inc, 1995. ISBN 0-8050-4226-1.